# Aldrovandka měchýřkatá
Aldrovandka měchýřkatá (Aldrovanda vesiculosa L., 1753), též zvaná aldrovanda měchýřkatá, je jediný zástupce botanického rodu aldrovandka z čeledi rosnatkovitých. Patří mezi vodní masožravé rostliny. Loví drobný vodní hmyz a korýše, podobně jako bublinatka, do smršťujících se listů.

## Nomenklatura
Aldrovanda vesiculosa L.,  1753
| Taxonomická synonyma: | =Aldrovanda verticillata Roxb., 1824 =Aldrovanda vesiculosa L. var. verticillata (Roxb.) Darwin, 1876 =Aldrovanda vesiculosa L. var. duriaei Casp., 1859 =Aldrovanda vesiculosa L. var. australis Darwin, 1876 =Drosera aldrovanda F.Muell., 1877 (nom. illeg.) =Aldrovanda generalis E.H.L.Krause, 1902 =Aldrovanda vesiculosa L. var. aquitanica Dur. ex Diels, 1906 (nom. illeg.) |

## Popis
Článkovaný tenký stonek hnědozelené barvy, bez kořenového systému, dorůstá délky 6–15 cm. Žlutozelené až světle zelené, při dlouhodobém intenzivním osvětlení sluncem načervenalé listy v počtu 6 až 9 s řapíky do 2 mm vytvářejí přesleny o průměru 1–2 cm, Čepel listů je konkávní, tvaru škeble, obvejčitá, na krajích mírně zubatá, o rozměrech 2–6 × 6–10 mm, při podráždění citlivých chloupků se zavírá a vytváří tak past na kořist. Přitom se smršťuje do elipsoidního tvaru o rozměru 3–4 mm. Na lícové straně listu jsou žlázy, vylučující sliz a trávicí enzymy. Korunní lístky v počtu 3 až 4 jsou oblé, přibližně 2,5 mm dlouhé, květ má v průměru asi 5 mm. Semeník v průměru 2–2,5 mm obsahuje 6 až 8 drobných černých lesklých vejčitých semen.
Celá rostlina je ponořena pod vodu, pouze zelenobílé květy vyčnívají nad hladinu, ale po odkvětu se semeník opět ponořuje pod vodu, kde plody rostliny dozrávají. K opylení květů a vývoji semen však dochází zřídka.
Rozmnožuje se především vegetativně, odlamováním bočních lodyh nebo výjimečně i semeny.

## Stanoviště
Roste v mělkých čistých stojatých vodách (jezera a tůně) nebo klidnějších proudících vodách (vedlejší nebo slepá ramena toků) ve společenství s rákosem, orobincem a ostřicemi a s optimální teplotou mezi 23 až 30 °C. Vyhovují ji vyšší koncentrace oxidu uhličitého a nižší pH mezi 3,5 až 5,5, ale snáší i vody s vyšším obsahem vápníku o kyselosti do 6,8. Částečné zastínění vody snáší, ale při pěstování v akváriích vyžaduje dodatečné osvětlování, zejména v zimě.

## Areál rozšíření
Vyskytuje se roztroušeně až vzácně od tropů po mírné pásmo ve čtyřech světadílech: Asii, Austrálii, Evropě a Africe. Jednotlivé populace se od sebe liší velikostí, zbarvením a nároky na prostředí. V tropech roste celoročně, v mírném pásmu na zimu zatahuje. Všeobecně patří mezi silně až kriticky ohrožené druhy vodních rostlin.
V ČR se vyskytuje na některých místech na Ostravsku a na Třeboňsku, na nichž byla uměle vysazena.

## Ochrana
Vyhláškou č. 175/2006 Sb. platnou od 8. 5. 2006 byla aldrovandka měchýřkatá v ČR zařazena do kategorie silně ohrožených druhů.

## Taxonomická poznámka
Britský přírodovědec Charles Darwin ve svém díle o masožravých rostlinách Insectivorous Plants (1876) odlišoval formy, rostoucí na jedné straně v oblasti tropů a subtropů a na druhé straně rostliny mírného pásma a označil je za variety pod jmény A. vesiculosa var. australis resp. A. vesiculosa var. verticillata. Současní botanici je však nerozlišují a přes jejich různý habitus je považují za jediný taxon.
Vzhledem ke specifičnosti tohoto rodu, zejména okolnosti, že na rozdíl od ostatních rodů čeledi Droseraceae, rostou tyto rostliny ponořeny ve vodě, v roce 1949 vytvořil japonský botanik T. Nakai pro tento rod samostatnou čeleď Aldrovandaceae. Toto systematické zařazení však není dnes akceptováno.

## Historie
Aldrovandku měchýřkatou objevil v roce 1699 botanik Leonard Plukenet v Indii a pojmenoval ji Lenticula palustris Indica. V roce 1747 popsal exempláře rostoucí v Itálii italský botanik a ředitel botanické zahrady v Bologni Giuseppe Monti, který ji pojmenoval na počest významného italského přírodovědce Ulisse Aldrovandiho (1522–1605) Aldrovandia vesiculosa. Když tuto rostlinu zahrnoval Linné do svého základního díla Species plantarum, dopustil se omylu a v rodovém jménu vynechal písmeno „I“, čímž vzniklo dnes platné jméno Aldrovanda vesiculosa.